# Piękny drań (powieść)
Piękny drań (ang. Beautiful Bastard) – amerykańska erotyczna powieść romantyczna z 2013 autorstwa Christiny Hobbs i Lauren Billings, wydana pod pseudonimem Christina Lauren. Początkowo była publikowana w Internecie jako fanfiction Zmierzchu pod tytułem The Office. Książka jest pierwszą częścią pięciotomowego cyklu, w którego skład wchodzi również pięć opowiadań. Każda z książek z cyklu znalazła się na liście bestsellerów dziennika „The New York Times”. Książka została wydana 12 lutego 2013 przez Simon & Schuster. Wersja polska miała swoją premierę w 2015 w tłumaczeniu Katrarzyny Krawczyk, nakładem wydawnictwa Zysk i s-ka.